# Сергеєва Ганна Геннадіївна
Сергеєва Ганна Геннадіївна (нар. 6 січня 1958, Кулібаки Горьківська обл.) — українська художниця. Член спілки художників України.

## Біографія
Народилася шостого січня 1958 року у місті Кулібаки Горьківської області. З 1973—1977 роки навчалася у Горьківському художньому училищі на живописно-педагогічному відділенні. У 1982 році закінчила Харківський художньо-промисловий інститут відділення «станкової графіки» з спеціалізації «естамп». Вчителі з фаху Ігуменцев В.Н, Володимир Ненадо, Валентин Сизиков, Сергій Бесєдін, Стаханов Ю. М.
З 1982 року працювала у Сумському художньому фонді.
У 1989 році була  прийнята до Спілки Художників СРСР (нині Національна спілка художників України). З 1980 року бере участь в обласних художніх виставках. З 1984 року у республіканських та міжнародних виставках.

## Список виставок
- 1984 — «Земля і люди» м. Київ
- 1985 — «Світ і молодь» м. Київ
- 1987 — Живописна Україна" м. Запоріжжя; «Завжди напоготові» м. Київ; «Малюнок і акварель» м. Київ
- 1987 — «Враца-Суми»  Болгарія м. Враца
- 1988 — «Живописна Україна» м. Київ; « 50 років  заснування спілки художників України» м. Київ; «Естамп-88» м. Київ
- 1989 — Виставка молоді", «Осіння виставка» м. Київ; бієнале «Імпреза-89» м. Івано-Франківськ
- 1989 — Зоряний шлях людства" США-СРСР м. Москва
- 1990 — «Естамп-90» м. Київ; «Екологія»  м. Київ; «Мальовнича Україна»  м. Полтава
- 1991 — «Весняна виставка»; м. Київ; «Мальовнича Україна» м. Вінниця
- 1991 — «Суми-Целлі» Німеччина м. Целлі
- 1991 — «Шлях до зірок» США-СРСР  м. Москва
- 1991-93 — «Виставки Малевичу» м. Конотоп-Суми-Київ
- 1992 — Весняна виставка" м. Київ; «Осіння виставка» м. Київ; «Живописна Україна» м. Чернігів
- 1993 — Весняна виставка" м. Київ; «Мальовнича Україна» м. Суми; «Виставка присвячена К. Малевичу» м. Київ
- 1994 — «10 років Сумській СХ» м. Київ
- 1997 — Трієнале графіки" м. Київ
- 1998 — «60 років спілці художників України»   м. Київ; персональна виставка «У пошуках світла» Сумський художній музей
- 1999 — персональна виставка «Укрінбанк» м. Суми
- 2000 — Трієнале графіки" м. Київ
- 2000 — Виставка в м. Целлі  Німеччина
- 2002 — 8 березня" м. Київ
- 2003 — Трієнале графіки" м. Київ; персональна виставка «Частинки Світобудови» університет м. Суми; «Піраміда» м. Москва; «Київ-Берлін» м. Берлін
- 2004 — «Мистецька мозаїка Сумщини» м. Харків
- 2005 — персональна виставка «Сьогодні, завтра, назавжди» м. Суми
- 2006 — персональна виставка облвиконком м. Суми
- 2007 — «Жінки-митці» м. Київ
- 2008 — «Квіти і Бджоли» персональна виставки м. Суми, м. Київ[1]
- 2010 — «Осіння виставка» м. Київ
- 2011 — До Дня Незалежності України м. Київ
- 2012 — галерея DARA Київ.
- 2012 — брала участь ряді значних міжнародних виставках в Китаї: Beijing Art Expo 2012 (Пекін), Art Canton 2012, 16 Shanghai Art Fair 2012 (Шанхай), 17-Guangzhou International Art Fair (Гуанчжоу); Сімейна виставка в Китайська Національна Академія Образотворчого Мистецтва (Ханчжоу, Шанхай).
- 2013 — Сімейна виставка Datr (Дубаї); XXXXIII Міжнародний Конгрес Апімондії персональна  виставка Експоцентр м. Київ; «Мій сад» персональна виставка м. Суми[2][3]; «Мій сад, там співають солов'ї і квітують мальви» університет м. Суми[4]
- 2014—2016 — брала участь у ряді благодійних аукціонів для збору коштів для військових м. Суми
- 2015 — «Осіння виставка» м. Київ; «Художники Сумщини» м. Чернігів
- 2016 — «Мальовнича Україна» м. Суми; «Художники Сумщини» м. Дніпро
- 2018 — «Квіти Сонце Літо» персональна виставка м. Суми[5]
- 2018 — «Світ в мені, і в світі я…» до 140-річчя письменника О.Олеся Сумський художній музей імені Никанора Онацького[6][7]

Роботи купувались СХ УРСР, МК УРСР.
Роботи зберігаються у Харківському, Луганському, Сумському і Івано-Франківському музеях а також у колекціонерів Китаю, Італії, ФРН, Польщі, Югославії, Фінляндії, Канади, США, Японії, Росії..

## Родина
Чоловік — Яровий Микола Миколайович
Діти — Яровий Ілля Миколайович та Яровий Семен Миколайович